# Chung Ling Soo
Chung Ling Soo fue el nombre artístico del famoso mago estadounidense William Ellsworth Robinson (2 de abril de 1861, Nueva York, Estados Unidos-24 de marzo de 1918, Londres, Inglaterra) quien se hizo conocido por sus innumerables trucos usando artes chinas, y que falleció mientras realizaba el truco de la bala atrapada, acto que es considerado uno de los más peligrosos dentro del mundo de la magia.

## Inicios
Durante sus comienzos muy joven en el circuito de ferias y vodevil, William se hacía llamar "Robinson, el mago Misterioso", para luego cambiarse a una variante del nombre de un verdadero mago chino llamado Ching Ling Foo, cuya actuación le fascinó. Desde allí decide llevar su show a Europa, con él, su cambio total de imagen: simulaba ser chino, mostrándose con la tradicional trenza y túnicas. Por esa razón no hablaba en el escenario, y usaba intérpretes cuando debía dirigirse a la prensa. Solo su familia y amigos conocían el secreto. Tal exotismo le valió gran fama y lo convirtió en uno de los magos mejor pagados de principios del siglo XX.

## Fallecimiento
Falleció la noche del 24 de marzo de 1918, en el Wood Green Empire Theater de Londres, durante la ejecución del truco más peligroso de todos, la bala atrapada. El truco consistía en lo siguiente: su mujer daba a examinar las balas a los espectadores y ellos las marcaban para que quedaran completamente identificadas. Cuando ella volvía hacia el escenario, muy discretamente las cambiaba por otras y entregaba las marcadas a su marido. Los mosquetes estaban preparados de forma que las balas nunca saliesen del cañón.  Se escuchaba una explosión y se veía un flash de luz, momento que aprovechaba Soo para dejar caer las balas en el plato. La ilusión era completa. Esa noche la esposa de Chung Ling Soo entregó al espectador las balas para que las examinara y marcara, luego, dos asistentes voluntarios —uno cargó y otro disparó— dispararon contra el mago que sostenía un plato a la altura del pecho. 
El plato salió volando por el aire y la desafiante expresión de Chung se transformó en una mueca de dolor mientras caía al suelo. "Oh my God. Something's happened. Lower the curtain." (-¡Oh Dios Mío! ¡Algo ha ocurrido!¡Bajen el telón!) fue la primera y última vez que Soo habló en inglés en público luego de cambiar de aspecto.